# Federația Română de Karate Tradițional
Federația Română de Karate Tradițional (FRKT) este o structură sportivă de interes național ce desfășoară, organizează și promovează activitatea de karate Kyokushin din România. 
Înființată în anul 1993, este membră a Comitetului Olimpic Român (COSR), a Federației Internaționale de Karate Tradițional (ITKF), a World Fudokan Federation (WFF) și a Federației Europeane de Karate Tradițional (ETKF). 

## Vezi și
- Sportul în România